# Sanddyn
Sanddyn, sanddyna eller bara dyn, ibland sandbank eller klitt med mera, är en kulle, ås eller annan landhöjning som skapas av flygsand. När sanden blåser åt ett visst håll bildas stora berg av sand, men på grund av dragningskraften faller sanden ner på andra sidan av berget. Då bildas sanddyner. Om en sanddyn breder ut sig tillräckligt mycket blir det en öken eftersom för mycket sand slår ut växtligheten. Sanddyner finns i många olika varianter och storlekar. Exempel på olika sorters dyner är barkaner, parabeldyner, stjärndyner och transversala dyner.

## Galleri

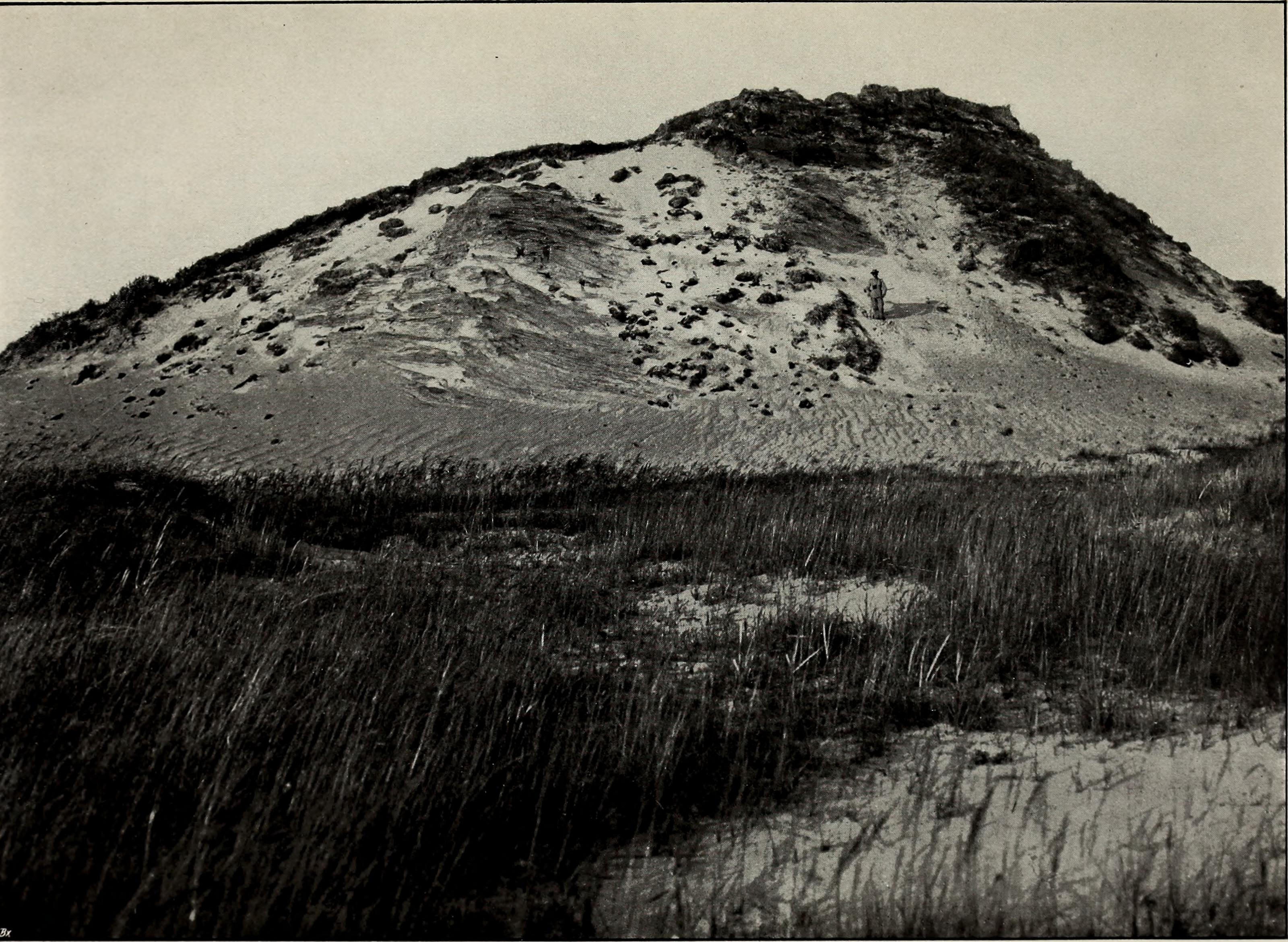
Sanddyner på Kuriska näset vid Rossitten Fågelstation ca 1910, dynerna kan på ställen bli över 50 meter höga.
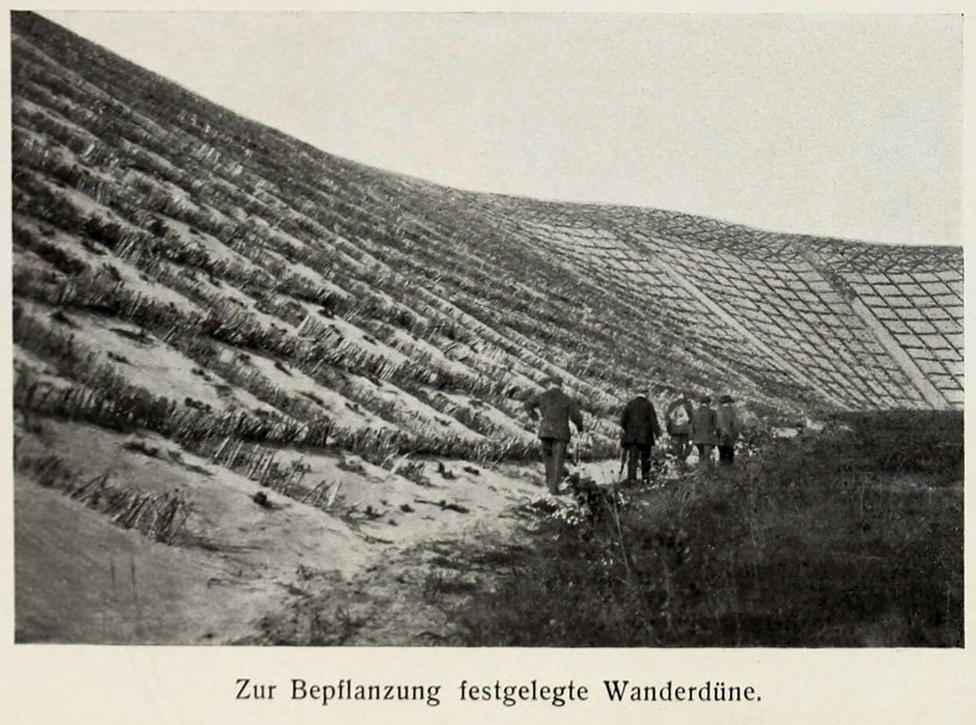
Stödplantering på Sanddynerna vid Kuriska näset ca 1910.
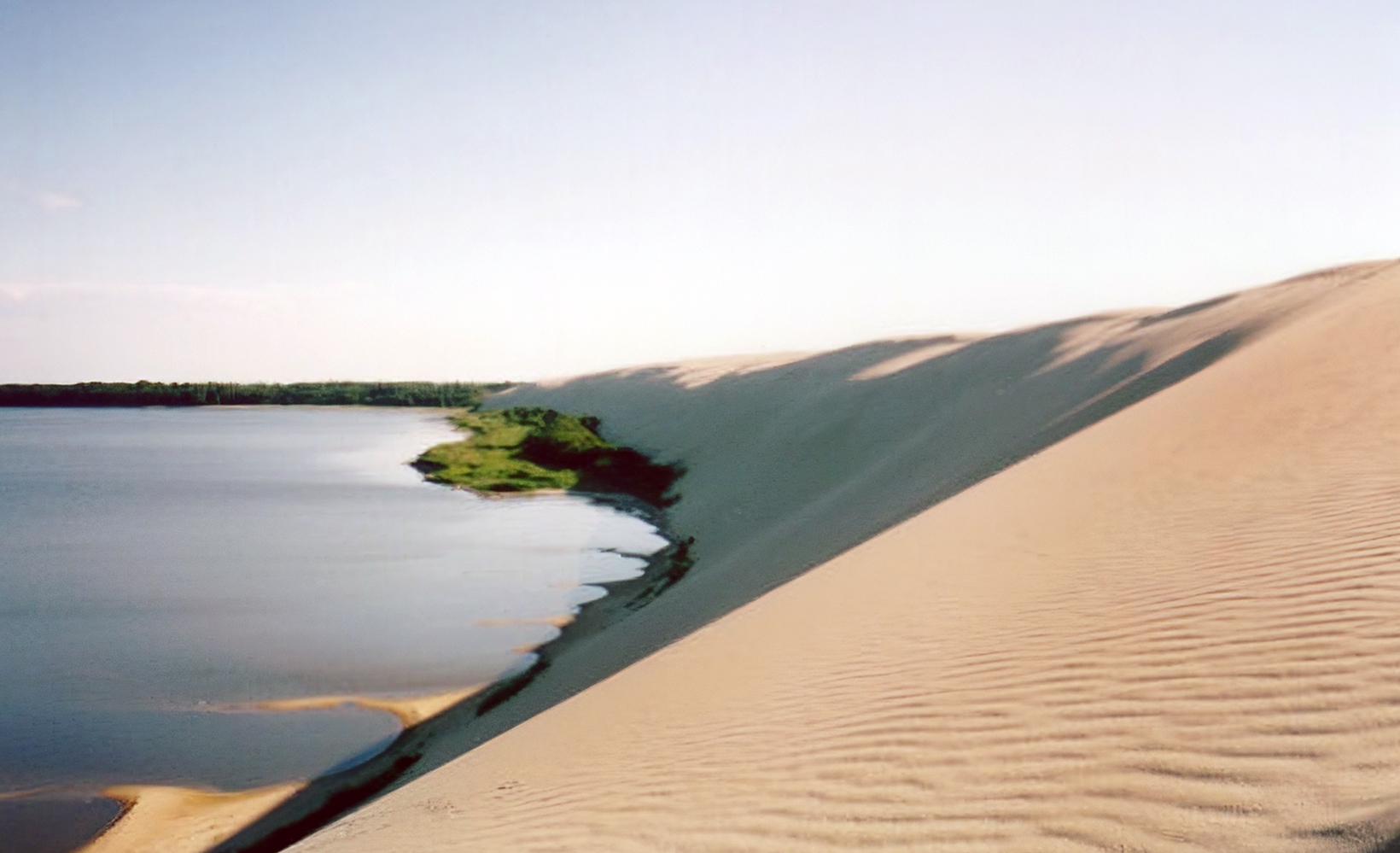
Sanddyn vid Nida
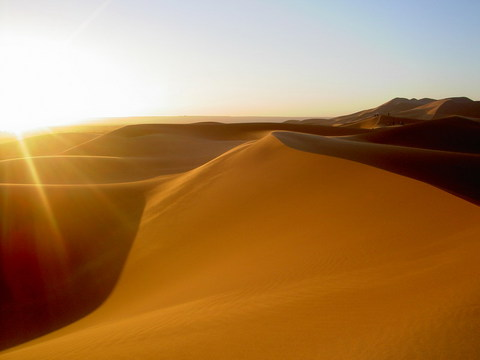
En sanddyn i Marocko
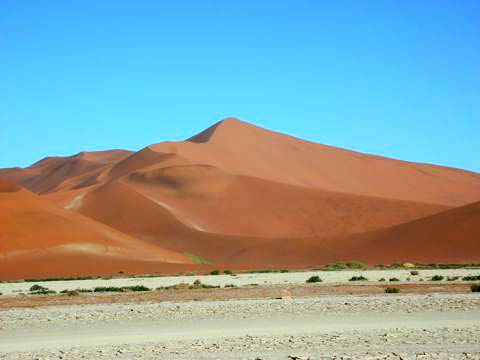
Dyn 7 – världens högsta sanddyn (ca 383 m) – i Namiböknen.
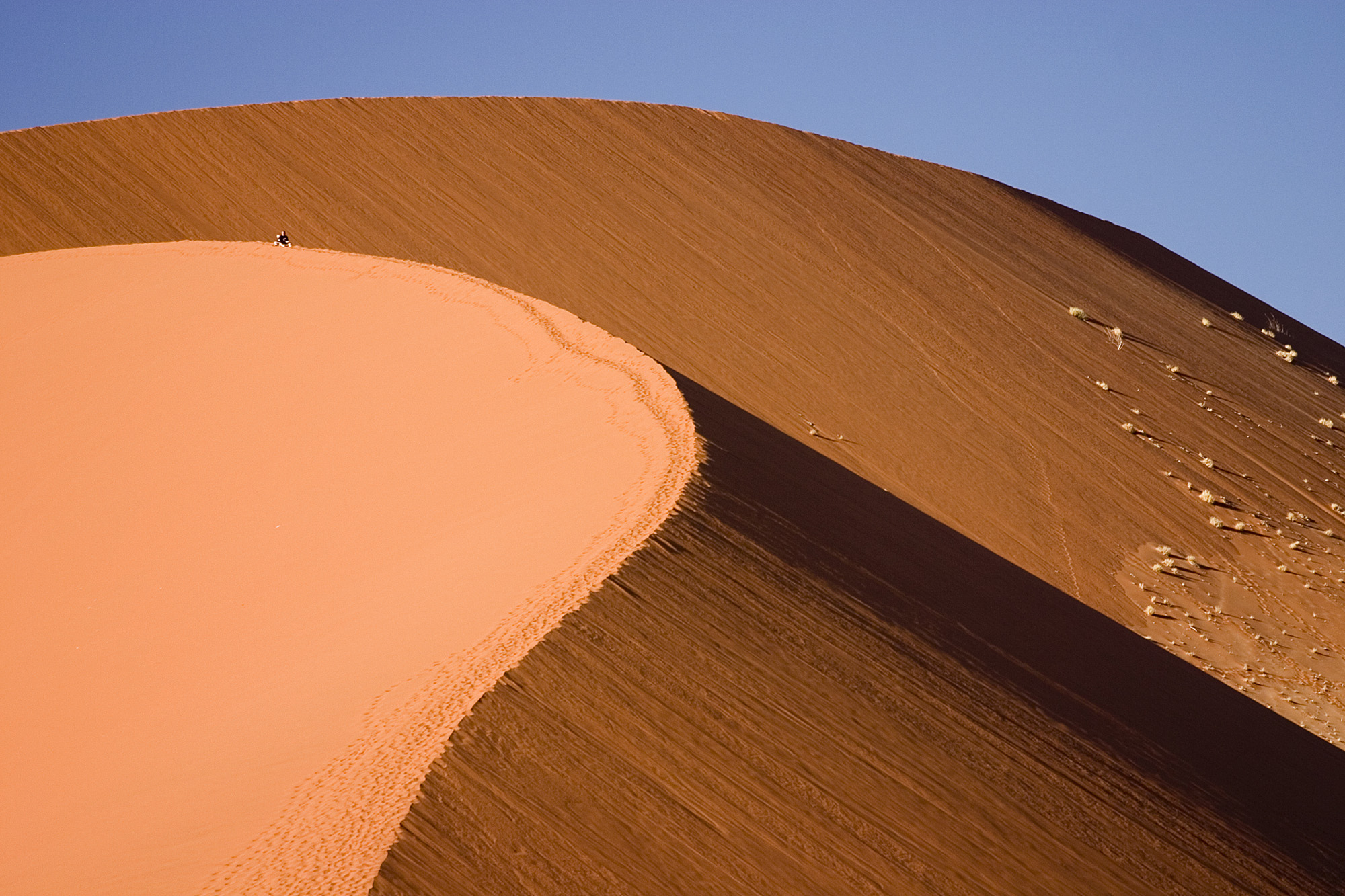
Mindre dyner i Namiböknen
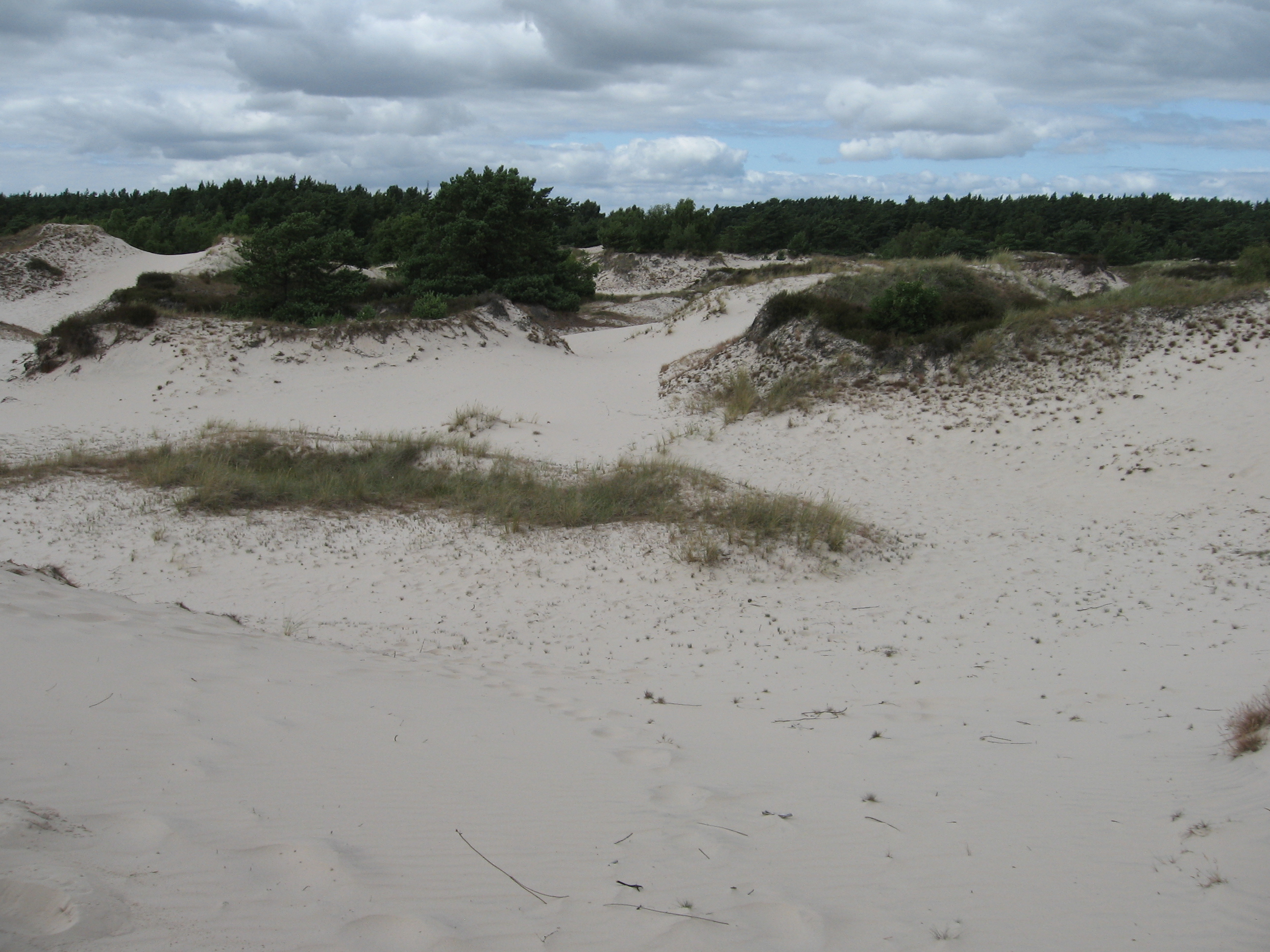
Sanddyner i Mälarhusen i sydöstra Skåne, på vilka det börjat växa.
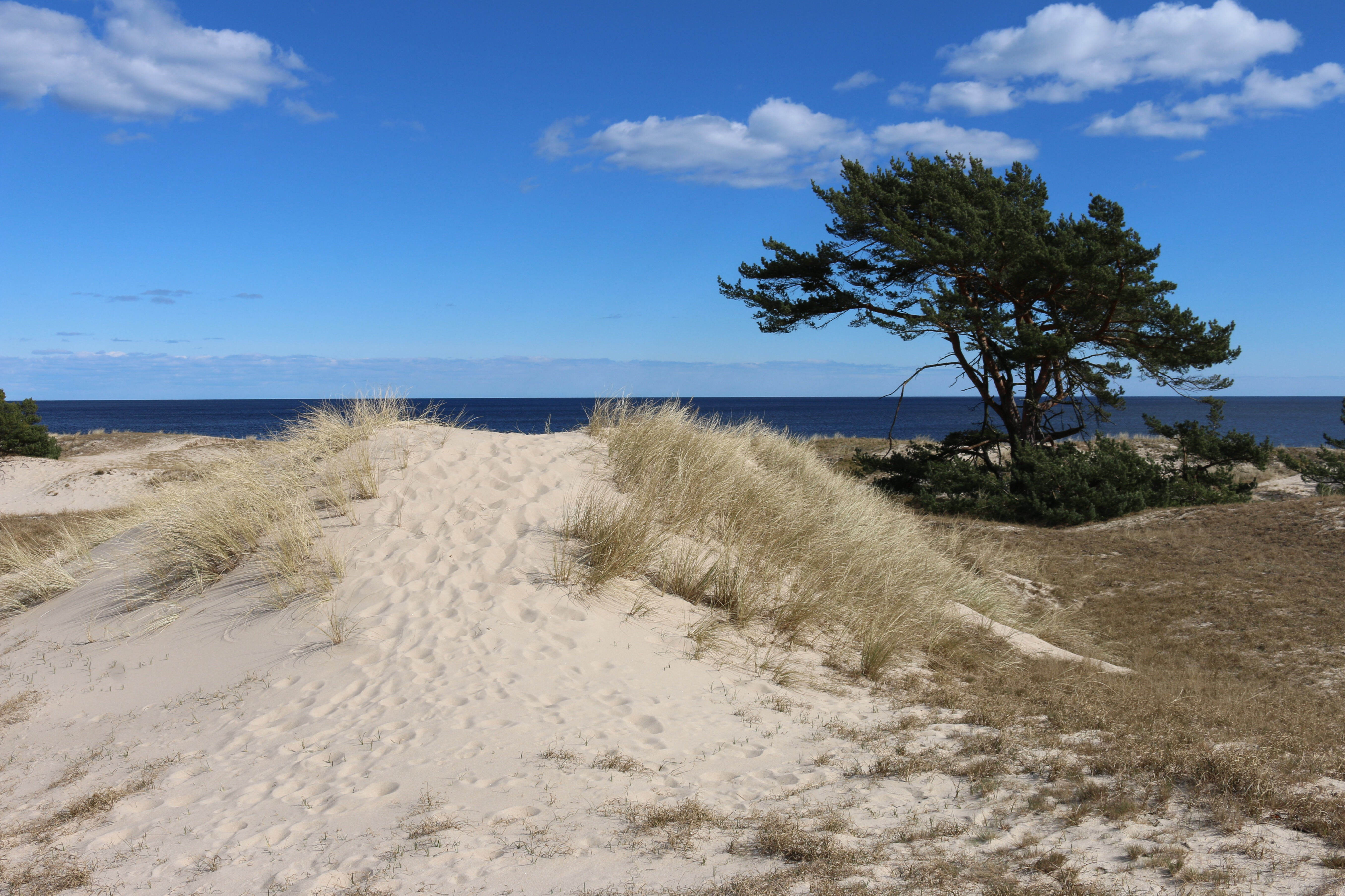
Sanddyn i Furuboda, östra Skåne.